# Muriel Woodcock
Muriel Woodcock (* um 1940, geborene Muriel Ferguson) ist eine ehemalige schottische Badmintonspielerin. 

## Karriere
Muriel Ferguson gewann 1962 ihren ersten nationalen Titel in Schottland. 1965 siegte sie erstmals bei den Scottish Open. Bei den prestigeträchtigen All England wurde sie 1968 Zweite im Mixed mit Robert McCoig.

## Sportliche Erfolge
| Saison | Veranstaltung                     | Disziplin   | Platz | Name                                  |
| ------ | --------------------------------- | ----------- | ----- | ------------------------------------- |
| 1962   | Schottland: Einzelmeisterschaften | Dameneinzel | 1     | Muriel Ferguson                       |
| 1963   | Schottland: Einzelmeisterschaften | Dameneinzel | 1     | Muriel Ferguson                       |
| 1963   | Schottland: Einzelmeisterschaften | Damendoppel | 1     | Catherine Dunglison / Muriel Ferguson |
| 1964   | Schottland: Einzelmeisterschaften | Dameneinzel | 1     | Muriel Ferguson                       |
| 1964   | Schottland: Einzelmeisterschaften | Damendoppel | 1     | E. Anderson / Muriel Ferguson         |
| 1965   | Scottish Open                     | Dameneinzel | 1     | Muriel Ferguson                       |
| 1965   | Schottland: Einzelmeisterschaften | Dameneinzel | 1     | Muriel Ferguson                       |
| 1966   | Schottland: Einzelmeisterschaften | Dameneinzel | 1     | Muriel Ferguson                       |
| 1967   | Scottish Open                     | Dameneinzel | 1     | Muriel Ferguson                       |
| 1967   | Schottland: Einzelmeisterschaften | Dameneinzel | 1     | Muriel Ferguson                       |
| 1967   | Schottland: Einzelmeisterschaften | Damendoppel | 1     | Catherine Dunglison / Muriel Ferguson |
| 1968   | Schottland: Einzelmeisterschaften | Dameneinzel | 1     | Muriel Ferguson                       |
| 1968   | Schottland: Einzelmeisterschaften | Damendoppel | 1     | Wilma Reid / Muriel Ferguson          |
| 1968   | All England                       | Mixed       | 2     | Robert McCoig / Muriel Woodcock       |